# Тьма (телесериал)
«Тьма» (англ. Dark) — немецкий драматический и научно-фантастический веб-сериал, созданный Бараном бо Одаром и Янтье Фризе. Он состоит из трёх сезонов, выходивших с 2017 по 2020 год.
Действие сериала разворачивается в вымышленном городке Виндене. События, начало которым положило исчезновение двух детей, раскрывают тайны и скрытые связи четырёх семей Виндена, которые постепенно узнают зловещую тайну о путешествиях во времени, затрагивающих несколько поколений. На протяжении всего сериала исследуются экзистенциальный смысл времени и его влияние на человеческую природу.
Сериал является первым шоу Netflix, снятым в Германии. Премьера сериала состоялась 1 декабря 2017 года. Второй сезон был выпущен 21 июня 2019 года, а третий и финальный — 27 июня 2020 года.
«Тьма» была положительно принята критиками, которые высоко оценили тон сериала, визуальные эффекты, актёрскую игру, музыкальное оформление, а также амбициозность и сложность повествования.

## Сюжет
Сериал рассказывает о четырёх семьях, живущих в вымышленном немецком городке Виндене, расположенном рядом с атомной электростанцией (АЭС). В городе начинают пропадать дети, и запускается цепочка событий, которая самым непосредственным образом затрагивает членов семей Канвальдов, Нильсенов, Допплеров и Тидеманов.
Действие первого сезона главным образом происходит в 2019 году, но он также включает в себя сюжетные линии 1986, 1953, 2052 годов. На поверхность выходят тайные отношения, двойные жизни и тёмное прошлое нескольких поколений жителей Виндена. Выясняется, что в системе пещер под атомной электростанцией, которая находится под управлением влиятельной семьи Тидеманов, расположена червоточина, позволяющая осуществлять путешествия во времени. Спокойная жизнь Канвальдов, Нильсенов, Допплеров и Тидеманов рушится, когда становится очевидной связь между пропавшими людьми и историей города.
Действие второго сезона происходит спустя несколько месяцев после финала первого. Четыре сюжетные линии продолжаются в 1954, 1987, 2020 и 2053 годах соответственно. Добавляется новая временная линия — 1921 год. Семьи пытаются воссоединиться со своими пропавшими близкими. В центре внимания оказывается тайное общество «Sic Mundus», ключевая сила в предстоящей битве за окончательную судьбу Виндена, так как грядёт апокалипсис — уничтожение Виндена и гибель большинства его населения.
Третий, финальный сезон рассказывает о судьбе четырёх семей после апокалипсиса. Вводится параллельный мир, события которого тесно взаимосвязаны с событиями первого мира. Действие сезона происходит в 1888, 1954, 1987, 2020 и 2053 годах в первом мире и в 2019 и 2052 году в альтернативном мире. Ключевые персонажи из обоих миров заняты поиском способа разорвать бесконечный цикл в Виндене.

## В ролях

### Главные персонажи
| Персонаж                                          | Этап жизни        | Описание | Актёр                    | Сезоны       | Сезоны       | Сезоны       |
| Персонаж                                          | Этап жизни        | Описание | Актёр                    | 1            | 2            | 3            |
| ------------------------------------------------- | ----------------- | --- | ------------------------ | ------------ | ------------ | ------------ |
| Йонас Канвальд / Адам (род. 2003) ∞               | Ребёнок           | Мальчик. Сын Михаэля и Ханны (2008 год) | Йонас Герзабек           |              |              | Гость        |
| Йонас Канвальд / Адам (род. 2003) ∞               | Подросток         | Сын Михаэля и Ханны. Учащийся средней школы. Друг Бартоша. Возлюбленный Марты (2019 год.)                                                         | Луис Хофман              | Постоянно    | Постоянно    | Постоянно    |
| Йонас Канвальд / Адам (род. 2003) ∞               | Взрослый          | Путешественник во времени / Незнакомец (2040/2041→2019/2020→1888)                                                                                 | Андреас Пичман           | Постоянно    | Постоянно    | Постоянно    |
| Йонас Канвальд / Адам (род. 2003) ∞               | Пожилой           | Лидер «Sic Mundus» / Адам (1921→2053 гг.) | Дитрих Холлиндербоймер   |              | Постоянно    | Постоянно    |
| Михаэль Канвальд / Миккель Нильсен (род. 2008) ∞  | Подросток         | Младший сын Ульриха и Катарины, брат Магнуса и Марты (2019→1986/1987 гг.)                                                                         | Даан Леннард Либренц     | Постоянно    | Постоянно    | Постоянно    |
| Михаэль Канвальд / Миккель Нильсен (род. 2008) ∞  | Взрослый          | Отец Йонаса и муж Ханны. Художник, совершивший самоубийство (2019 год.)                                                                           | Себастиан Рудольф        | Постоянно    | Гость        | Гость        |
| Ханна Канвальд (род. 1972)                        | Подросток         | Ханна Крюгер, школьница (1986/1987 гг.) | Элла Ли                  | Постоянно    | Гость        | Гость        |
| Ханна Канвальд (род. 1972)                        | Взрослая          | Мать Йонаса и Сильи, жена Михаэля, массажистка (2019/2020)                                                                                        | Майя Шёне                | Постоянно    | Постоянно    | Постоянно    |
| Инес Канвальд (род. 1940)                         | Подросток         | Дочь Даниэля, школьница (1953/1954 гг.) | Лена Урзендовски         | Периодически |              | Гость        |
| Инес Канвальд (род. 1940)                         | Взрослая          | Приёмная мать Михаэля, медсестра (1986/1987 гг.)                                                                                                  | Анне Ратте-Полле         | Постоянно    | Постоянно    | Гость        |
| Инес Канвальд (род. 1940)                         | Пожилая           | Бабушка Йонаса (2019 год) | Ангела Винклер           | Постоянно    |              |              |
| Даниэль Канвальд (род. 1915)                      | Взрослый          | Отец Инес, шеф полиции Виндена (1953/1954 гг.) | Флориан Панцнер          | Постоянно    | Гость        | Гость        |
| Марта Нильсен / Ева (род. 2003) ∞                 | Ребёнок           | Девочка. Дочь Ульриха и Катарины, сестра Магнуса (2008 год)                                                                                       | Луна Арвен Крюгер        |              |              | Гость        |
| Марта Нильсен / Ева (род. 2003) ∞                 | Подросток         | Дочь Ульриха и Катарины, сестра Магнуса и Миккеля. Подруга Бартоша. Возлюбленная Йонаса (2019/2020 гг.)                                           | Лиза Викари              | Постоянно    | Постоянно    | Постоянно    |
| Марта Нильсен / Ева (род. 2003) ∞                 | Взрослая          | Путешественница во времени / Незнакомка. Член «Erit Lux» (2052→2019 гг.)                                                                          | Нина Кронйегер           |              |              | Постоянно    |
| Марта Нильсен / Ева (род. 2003) ∞                 | Пожилая           | Лидер «Erit Lux» / Ева (2019 год) | Барбара Нюссе            |              |              | Постоянно    |
| Магнус Нильсен (род. 2001) ∞                      | Подросток         | Старший сын Ульриха и Катарины, брат Марты и Миккеля, парень Франциски (2019/2020→1888 гг.)                                                       | Мориц Ян                 | Постоянно    | Постоянно    | Постоянно    |
| Магнус Нильсен (род. 2001) ∞                      | Взрослый          | Возлюбленный Франциски. Член «Sic Mundus» (1921→2053 гг.)                                                                                         | Вольфрам Кох             |              | Периодически | Постоянно    |
| Ульрих Нильсен (род. 1971) ∞                      | Подросток         | Старший сын Тронте и Яны. Учащийся средней школы, у которого пропал брат (1986/1987 гг.)                                                          | Лудгер Бёкельман         | Постоянно    |              | Гость        |
| Ульрих Нильсен (род. 1971) ∞                      | Взрослый          | Муж Катарины, отец Магнуса, Марты и Миккеля; офицер полиции (2019→1953/1954 гг.)                                                                  | Оливер Мазуччи           | Постоянно    | Постоянно    | Постоянно    |
| Ульрих Нильсен (род. 1971) ∞                      | Пожилой           | Пациент психиатрической клиники по прозвищу Инспектор (1987 год)                                                                                  | Винфрид Глатцедер        |              | Постоянно    | Периодически |
| Катарина Нильсен (род. 1970)                      | Подросток         | Дочь Хелены. Девушка Ульриха, учащаяся средней школы (1986/1987 гг.)                                                                              | Неле Требс               | Постоянно    | Гость        | Периодически |
| Катарина Нильсен (род. 1970)                      | Взрослая          | Жена Ульриха; мать Магнуса, Марты и Миккеля; директор средней школы (2019/2020→1987 гг.)                                                          | Йордис Трибель           | Постоянно    | Постоянно    | Постоянно    |
| Тронте Нильсен (род. 1941)∞                       | Подросток         | Сын Агнес и Истока, прибывший с матерью в Винден. Возлюбленный Яны и Клаудии (1953/1954 гг.)                                                      | Йоши Марлон              | Периодически | Гость        | Гость        |
| Тронте Нильсен (род. 1941)∞                       | Взрослый          | Муж Яны, отец Ульриха и Мадса, журналист (1986/1987 гг.)                                                                                          | Феликс Крамер            | Постоянно    |              | Гость        |
| Тронте Нильсен (род. 1941)∞                       | Пожилой           | Муж Яны, отец Ульриха; дед Магнуса, Марты и Миккеля (2019/2020 гг.)                                                                               | Вальтер Крайе            | Постоянно    | Гость        | Периодически |
| Яна Нильсен (род. 1942)                           | Подросток         | Школьница, подруга Инес и Клаудии (1953/1954 гг.)                                                                                                 | Рике Зиндлер             | Периодически |              | Гость        |
| Яна Нильсен (род. 1942)                           | Взрослая          | Жена Тронте, мать Ульриха и Мадса (1986/1987 гг.)                                                                                                 | Анне Лебински            | Постоянно    |              | Гость        |
| Яна Нильсен (род. 1942)                           | Пожилая           | Жена Тронте, мать Ульриха, бабушка Магнуса, Марты и Миккеля (2019 год)                                                                            | Татья Зайбт              | Постоянно    | Гость        |              |
| Агнес Нильсен (род. 1910)∞                        | Подросток         | Дочь Бартоша и Сильи, младшая сестра Ханно (1921 год)                                                                                             | Хелена Писке             |              | Гость        |              |
| Агнес Нильсен (род. 1910)∞                        | Взрослая          | Бывшая жена Истока, мать Тронте, вернувшаяся в Винден. Член «Sic Mundus» (1953/1954 гг.)                                                          | Антье Трауэ              | Постоянно    | Периодически | Периодически |
| Хелена Альберс (род. 1942)                        | Подросток         | Девочка (1954 год) | Мариэлла Ауман           |              |              | Гость        |
| Хелена Альберс (род. 1942)                        | Взрослая          | Мать Катарины, работница психиатрической клиники (1986/1987 гг.)                                                                                  | Катарина Шпиринг         |              | Гость        | Постоянно    |
| Франциска Допплер (род. 2003) ∞                   | Подросток         | Дочь Петера и Шарлотты, сестра Элизабет, девушка Магнуса (2019/2020→1888 гг.)                                                                     | Джина Алис Штибиц        | Постоянно    | Постоянно    | Постоянно    |
| Франциска Допплер (род. 2003) ∞                   | Взрослая          | Возлюбленная Магнуса. Член «Sic Mundus» (1921→2053 гг.)                                                                                           | Карина Визе              |              | Постоянно    | Постоянно    |
| Элизабет Допплер (род. 2011)∞                     | Ребёнок/Подросток | Дочь Петера и Шарлотты, младшая сестра Франциски, глухонемая (2019/2020/2021 гг.)                                                                 | Карлотта фон Фалькенхайн | Постоянно    | Постоянно    | Постоянно    |
| Элизабет Допплер (род. 2011)∞                     | Взрослая          | Жена Ноя и мать Шарлотты, лидер выживших после апокалипсиса. Член «Sic Mundus» (2041—2052/2053 гг.)                                               | Сандра Боргман           |              | Постоянно    | Постоянно    |
| Петер Допплер (род. 1970)                         | Подросток         | Молодой человек, прибывший в Винден. Сын Хельге (1987 год)                                                                                        | Пабло Штрибек            |              |              | Гость        |
| Петер Допплер (род. 1970)                         | Взрослый          | Сын Хельге. Муж Шарлотты, отец Франциски и Элизабет, психолог Йонаса (2019—2020 гг.)                                                              | Штефан Кампвирт          | Постоянно    | Постоянно    | Постоянно    |
| Шарлотта Допплер (род. 2041)∞                     | Подросток         | Школьница, воспитанница Х. Г. Таннхауса (1986/1987 гг.)                                                                                           | Штефани Амарелль         | Постоянно    |              | Гость        |
| Шарлотта Допплер (род. 2041)∞                     | Взрослая          | Жена Петера, мать Франциски и Элизабет. Шеф полиции Виндена. Дочь Ноя и Элизабет (2019/2020→2053 гг.)                                             | Каролина Айхгорн         | Постоянно    | Постоянно    | Постоянно    |
| Хельге Допплер (род. 1944)                        | Ребёнок/Подросток | Школьник, сын Греты и Бернда (1953→1986/1987→1954 гг.)                                                                                            | Том Филипп               | Постоянно    | Периодически | Периодически |
| Хельге Допплер (род. 1944)                        | Взрослый          | Отец Петера, охранник на атомной станции (1986/1987→2019→1953 гг.)                                                                                | Питер Шнайдер            | Постоянно    | Периодически | Гость        |
| Хельге Допплер (род. 1944)                        | Пожилой           | Отец Петера, дед Франциски и Элизабет. Пациент психиатрической клиники (2019→1986 гг.)                                                            | Герман Байер             | Постоянно    |              | Постоянно    |
| Бернд Допплер (род. 1913)                         | Взрослый          | Муж Греты, основатель атомной станции (1953/1954 гг.)                                                                                             | Анатоль Таубман          | Постоянно    |              | Гость        |
| Бернд Допплер (род. 1913)                         | Пожилой           | Отец Регины, бывший директор атомной станции (1986—1987 гг.)                                                                                      | Михаэль Мендль           | Периодически | Гость        | Гость        |
| Грета Допплер (род. 1917)                         | Взрослая          | Жена Бернда, мать Хельге (1953—1954 гг.) | Корделия Веге            | Постоянно    | Периодически | Гость        |
| Х. Г. Таннхаус (род. 1913)                        | Взрослый          | Часовщик (1953/1954 гг.) | Арнд Клавиттер           | Постоянно    | Гость        | Периодически |
| Х. Г. Таннхаус (род. 1913)                        | Пожилой           | Опекун Шарлотты, часовщик и писатель (1986/1987 гг.)                                                                                              | Кристиан Штайер          | Постоянно    | Гость        | Постоянно    |
| Бартош Тидеман (род. 2003) ∞                      | Подросток         | Сын Регины и Александра, внук Клаудии. Лучший друг Йонаса, парень Марты (2019/2020→1888-1890-1904 гг.)                                            | Пауль Люкс               | Постоянно    | Постоянно    | Постоянно    |
| Бартош Тидеман (род. 2003) ∞                      | Взрослый          | Муж Сильи, отец Ханно и Агнес. Член «Sic Mundus» (1910/1911-1921 гг.)                                                                             | Роман Книжка             |              | Гость        | Периодически |
| Регина Тидеман (род. 1971)                        | Подросток         | Дочь Клаудии и Бернда Допплера (1986/1987гг) | Лидия Макридес           | Постоянно    | Постоянно    | Гость        |
| Регина Тидеман (род. 1971)                        | Взрослая          | Жена Александра, мать Бартоша, менеджер отеля (2019—2020 гг.)                                                                                     | Дебора Кауфман           | Постоянно    | Постоянно    | Постоянно    |
| Александр Тидеман (род. 1966)                     | Подросток         | Юноша из Гисена (настоящее имя — Борис Нивальд), взявший имя Александра Кёлера, погибшего при ограблении, в котором он участвовал (1986/1987 гг.) | Бела Габор Ленц          | Гость        | Гость        | Гость        |
| Александр Тидеман (род. 1966)                     | Взрослый          | Муж Регины (в браке взял её фамилию), отец Бартоша, директор атомной станции (2019—2020 гг.)                                                      | Петер Бенедикт           | Постоянно    | Постоянно    | Постоянно    |
| Клаудия Тидеман (род. 1942)                       | Подросток         | Дочь Эгона и Дорис, подруга Тронте (1953/1954 гг.)                                                                                                | Гвендолин Гёбель         | Постоянно    | Гость        | Гость        |
| Клаудия Тидеман (род. 1942)                       | Взрослая          | Мать Регины, директор атомной станции (1986/1987↔2020→2040 гг.)                                                                                   | Юлика Йенкинс            | Постоянно    | Постоянно    | Постоянно    |
| Клаудия Тидеман (род. 1942)                       | Пожилая           | Путешественница во времени (2019/2020→1954 гг.)                                                                                                   | Лиза Кройцер             | Периодически | Постоянно    | Периодически |
| Эгон Тидеман (род. 1922)                          | Взрослый          | Муж Дорис, отец Клаудии и Сильи, офицер полиции (1953/1954 гг.)                                                                                   | Себастьян Хюльк          | Постоянно    | Периодически | Периодически |
| Эгон Тидеман (род. 1922)                          | Пожилой           | Отец Клаудии, офицер полиции, собирающийся в отставку (1986—1987 гг.)                                                                             | Кристиан Пёцольд         | Постоянно    | Постоянно    | Периодически |
| Дорис Тидеман (род. 1922)                         | Взрослая          | Мать Клаудии и жена Эгона (1953/1954 гг.) | Луизе Хайер              | Постоянно    | Гость        | Гость        |
| Ханно Таубер / Ной (род. 1904) ∞                  | Ребёнок           | Сын Бартоша и Сильи (1910 год) | Тилль Пац                |              |              | Гость        |
| Ханно Таубер / Ной (род. 1904) ∞                  | Подросток         | Сын Бартоша, старший брат Агнес. Член «Sic Mundus» (1920/1921→2020/2021 гг.)                                                                      | Макс Шиммельпфенниг      |              | Постоянно    | Постоянно    |
| Ханно Таубер / Ной (род. 1904) ∞                  | Взрослый          | Муж Элизабет и отец Шарлотты. Священник, член «Sic Mundus» (2040/2041→1920/1921↔2019/2020,1987/1986,1953/1954 гг.)                                | Марк Вашке               | Постоянно    | Постоянно    | Постоянно    |
| Силья Тидеман / Девушка из будущего (род. 1988) ∞ | Ребёнок           | Дочь Ханны и Эгона, сестра Йонаса (по матери) и Клаудии (по отцу) (1911→2041 гг.)                                                                 | Аврора Дервиси           |              |              | Гость        |
| Силья Тидеман / Девушка из будущего (род. 1988) ∞ | Подросток         | Переводчица и помощница Элизабет. Член «Sic Mundus» (2052/2053→1890-1904 гг.)                                                                     | Леа Ван Акен             | Гость        | Постоянно    | Постоянно    |
| Силья Тидеман / Девушка из будущего (род. 1988) ∞ | Взрослая          | Жена Бартоша, мать Ханно и Агнес (1910 год) | Лисси Пернталер          |              |              | Гость        |
| Человек без имени / Исток ∞                       | Ребёнок           | Мальчик, сын Йонаса и Марты, член «Erit Lux» | Клод Хайнрих             |              |              | Постоянно    |
| Человек без имени / Исток ∞                       | Взрослый          | Мужчина, бывший муж Агнес, отец Тронте, член «Erit Lux»                                                                                           | Якоб Диль                |              |              | Постоянно    |
| Человек без имени / Исток ∞                       | Пожилой           | Старик, член «Erit Lux» | Ханс Диль                |              |              | Постоянно    |
| В. Клаузен (род. 1972)                            | Взрослый          | Полицейский следователь, прибывший в Винден, чтобы вести дело по пропавшим без вести в 2019 году. Брат настоящего Александра Кёлера (2020 год)    | Сильвестр Грот           |              | Постоянно    |              |

### Второстепенные персонажи
- Леопольд Хорнунг — Торбен Вёллер, младший офицер полиции в 2019—2020 годах, брат Бенни/Бернадетт (сезон 1-3)
- Пауль Радом — Эрик Обендорф, подросток, торговец наркотиками, пропал без вести в 2019 году (сезон 1)
- Том Ян — Юрген Обендорф, отец Эрика Обендорфа и Килиана в 2019—2020 годах (сезон 1-3)
- Йеннифер Антони — Улла Обендорф, мать Эрика и Килиана в 2019 году (сезон 1)
- Сэмми Шойрицель — Килиан Обендорф, брат Эрика в 2019 году (сезон 1, 3)
- Вико Мюке — Ясин Фризе, друг Элизабет Допплер, глухонемой (сезон 1)
- Антон Рубцов — Бенни / Бернадетт Вёллер, трансгендерная проститутка в 2019—2020 годах, сестра Торбена (сезон 1-3)
- Денис Шмидт — Себастьян Крюгер, отец Ханны, работник химчистки (сезон 1)
- Валентин Опперман — Мадс Нильсен, пропавший младший сын Тронте и Яны, брат Ульриха (сезон 1-3)
- Мике Шимура — Юстина Янковски, сотрудница полиции в 2019—2020 годах (сезон 1-3)
- Леа Вилльковски — Ясмин Тревен, секретарша Клаудии Тидеман в 1986—1987 годах (сезон 1-3)
- Анна Шёнберг — Донат Краус, медсестра и коллега Инес Канвальд в 1986 году (сезон 1)
- Нильс Брункхорст — учитель естественных наук в средней школе в 2019 году (сезон 1,3)
- Томас Арнольд — Герман Альберс, муж Хелены и отец Катарины, фермер в 1986—1987 годах (сезон 1,3)
- Лена Дёрри — Клара Шраге, медсестра, заботящаяся о Хельге Допплере в 2019 году (сезон 1)
- Тара Фишер — подруга Катарины в 1986—1987 годах (сезон 1-2)
- Анна Кёниг — Эдда Хайман, патологоанатом в 2019 году (сезон 1)
- Хеннинг Пекер — Удо Майер, патологоанатом в 1953—1954 годах (сезон 1-2)
- Барбара Филипп — Сельма Аренс, соцработница в 1986 году (сезон 1)
- Андреас Шрёдерс — работник электростанции в 2020 году (сезон 2)
- Тилла Кратохвиль — Эрна, хозяйка трактира в 1921 году (сезон 2-3)
  - Аня Вилуцки — молодая Эрна в 1904 году (сезон 3)
- Мерлин Розе — Марек Таннхаус, сын Х. Г. Таннхауса, погибает в автокатастрофе с женой и дочерью в 1971 году (сезон 3)
- Свенья Юнг — Соня Таннхаус, погибшая невестка Х. Г. Таннхауса, жена Марека в 1971 году (сезон 3)
- Аксель Вернер — Густав Таннхаус, слепой старик одержимый путешествиями во времени. Основатель «Sic Mundus» в 1888 году (сезон 3)
  - Линус Фишер — молодой Густав Таннхаус в 1813 году (сезон 3)
- Вернер Вёльберн — Хенрих Таннхаус, отец Густава в 1813 году (сезон 3)

### Генеалогические древа семей
1-й сезон
2-й сезон
3-й сезон

## Эпизоды
| Сезон | Серии | Серии | Даты показа    | Даты показа    |
| ----- | ----- | ----- | -------------- | -------------- |
| 1     | 10    | 10    | 1 декабря 2017 | 1 декабря 2017 |
| 2     | 8     | 8     | 21 июня 2019   | 21 июня 2019   |
| 3     | 8     | 8     | 27 июня 2020   | 27 июня 2020   |

### Сезон 1 (2017)
| № общий | № в сезоне | Название                                                       | Режиссёр      | Автор сценария             | Дата премьеры  |
| --- | ---------- | -------------------------------------------------------------- | ------------- | -------------------------- | -------------- |
| 1 | 1          | «Секреты» «Geheimnisse»                                        | Баран бо Одар | Янтье Фризе                | 1 декабря 2017 |
| 21 июня 2019 года художник Михаэль Канвальд совершает самоубийство, оставляет прощальное письмо (которое необходимо вскрыть 4 ноября в 22:13), а его приёмная мать Инес это письмо забирает и прячет ото всех. 4 ноября после нескольких месяцев лечения в психиатрической больнице Йонас, сын Михаэля, возвращается в школу и воссоединяется со своим лучшим другом и одноклассником Бартошем Тидеманом, который теперь встречается с девушкой Йонаса Мартой. Две недели назад пропал 15-летний Эрик Обендорф, торговавший в школе «колёсами» и марихуаной, но у полиции (в которой служит Ульрих Нильсен — отец Марты и двух её братьев, Магнуса и Миккеля) никаких зацепок до сих пор нет. Ульрих изменяет своей жене, директору средней школы Катарине, с Ханной, матерью Йонаса. Родители Ульриха до сих пор переживают по поводу пропажи их младшего сына Мадса, исчезнувшего 33 года назад. Йонас, Бартош и трое детей Нильсенов отправляются в лес — к пещере, рядом с которой у Эрика был тайник с наркотиками, и неожиданно сталкиваются со своей одноклассницей Франциской Допплер. Испугавшись странных звуков из пещеры, подростки пускаются наутёк, по пути теряя Миккеля. На следующий день полиция обнаруживает в лесу тело мальчика, но оказывается, что это не Миккель. В неизвестном месте человек в капюшоне, привязав Эрика к стулу, защёлкивает вокруг его головы загадочный механизм. |            |                                                                |               |                            |                |
| 2 | 2          | «Ложь» «Lügen»                                                 | Баран Бо Одар | Янтье Фризе и Ронни Шальк  | 1 декабря 2017 |
| Исчезновение Миккеля пробуждает у Ульриха воспоминания о 1986 годе, когда пропал его младший брат Мадс. Ульрих начинает полагать, что исчезновения Эрика, Миккеля и появление тела третьего мальчика связаны. Во время обыска в пещере он обнаруживает запертую дверь, ведущую к расположенной по соседству атомной электростанции, однако директор АЭС Александр Тидеман, отец Бартоша, отказывается пустить Ульриха на территорию. Появляется первый подозреваемый — отец пропавшего Эрика Обендорфа, работающий на электростанции водителем; однако это оказывается ложным следом. Начальник полиции Шарлотта Допплер сообщает, что неопознанный мальчик, одетый в одежду 1980-х, умер совсем недавно, всего 16 часов назад. Глаза мальчика были расплавлены, а его уши пострадали от сильного давления. При выходе из участка Шарлотта видит на земле множество мёртвых птиц. Тем временем в отель, принадлежащий матери Бартоша Регине, заселяется неопрятного вида Незнакомец. Яна, мать Ульриха, врёт сыну, что Тронте, её муж и отец Ульриха, был с ней в ночь после исчезновения Миккеля, хотя она знает, что это не так. Тем временем Миккель просыпается на рассвете в пещере — и бежит домой, где узнаёт, что перенёсся в прошлое, и на дворе 5 ноября 1986 года. |            |                                                                |               |                            |                |
| 3 | 3          | «Прошлое и настоящее» «Gestern und Heute»                      | Баран Бо Одар | Янтье Фризе и Марк О. Сэнг | 1 декабря 2017 |
| В 1986 году, спустя четыре недели после исчезновения Мадса, полицейский Эгон Тидеман знакомится с Миккелем и подозревает, что того избил Ульрих. Медсестра Инес Канвальд отвозит мальчика в больницу. Клаудия Тидеман, дочь Эгона и мать Регины, приступает к работе в должности директора атомной электростанции и конфликтует со своим предшественником Берндом Допплером. Бернд предупреждает её о том, что после Чернобыльской аварии общественность потеряла веру в атомную энергетику, и показывает тайное хранилище ядерных отходов в пещерах. Сын Бернда, охранник Хельге, дарит Клаудии книгу Х. Г. Таннхауса «Путешествие сквозь время». Тем временем в городе мерцает электричество, а юная Шарлотта начинает расследовать гибель множества птиц. Фермер находит 33 мёртвых овцы, причиной смерти которых, как выясняется, стал сердечный приступ. Миккель сбегает из больницы и возвращается в пещеры. Он повреждает ногу при падении и зовёт на помощь. В 2019 году Ульрих также приходит в пещеры, слышит голос Миккеля, но они не видят друг друга. В неизвестном месте часовщик ремонтирует загадочный механизм. |            |                                                                |               |                            |                |
| 4 | 4          | «Двойные жизни» «Doppelleben»                                  | Баран Бо Одар | Мартин Бэнке и Янтье Фризе | 1 декабря 2017 |
| В 2019 году Йонас отправляется в пещеры с картой, найденной на чердаке. Шарлотта пытается установить связь между пропавшими детьми и мёртвыми птицами, у которых также порваны барабанные перепонки. Птиц с аналогичными травмами она находила после аварии в Чернобыле. Брак Шарлотты с психологом Петером трещит по швам после того, как она узнала о связи мужа с трансгендерной проституткой и нашла доказательство того, что Петера не было на работе в ночь исчезновения Миккеля, хотя он утверждал обратное. Франциска, старшая дочь Петера и Шарлотты, признаётся Магнусу Нильсену, что намерена покинуть Винден. Элизабет, младшая глухонемая сестра Франциски, пропадает после школы; на её поиски поднимается полиция, но девочка вскоре возвращается; она рассказывает, что встретила по дороге домой человека по имени Ной, который отдал ей часы, ранее принадлежавшие Шарлотте. Хельге, страдающий слабоумием отец Петера, покидает пансионат для престарелых и бродит по лесу со словами «Я должен остановить Ноя». На следующее утро человек в капюшоне подходит к Ясину, другу Элизабет, и говорит, что его прислал Ной. |            |                                                                |               |                            |                |
| 5 | 5          | «Истины» «Wahrheiten»                                          | Баран Бо Одар | Мартин Бэнке и Янтье Фризе | 1 декабря 2017 |
| В 1986 году Миккель вновь оказывается в больнице после того, как сломал ногу в пещере. Мальчика навещает священник по имени Ной. В школе Ханна видит, как Ульрих и Катарина занимаются сексом. Ханна сообщает полиции ложную информацию о том, что Ульрих изнасиловал Катарину. Юношу арестовывают. В 2019 году после пропажи Ясина город охватывает паника. Шарлотта обвиняет Петера в том, что он причастен к исчезновениям мальчиков. Ханна хочет возобновить свой роман с Ульрихом, но тот отказывается. В отеле Незнакомец рассказывает Регине, что будет отсутствовать несколько дней, и просит доставить посылку Йонасу. На могиле Михаэля Незнакомец подходит к Йонасу и рассказывает, что его отец когда-то спас ему жизнь. Бартош встречается с наркодилером Эрика Обендорфа. Это тот же священник, который посетил Миккеля 33 года назад. Йонас получает посылку от Незнакомца, содержащую лампу, счётчик Гейгера и прощальное письмо Михаэля, которое он написал перед самоубийством. В письме отец Йонаса объясняет, что он и Миккель Нильсен — одно лицо; 4 ноября 2019 года он переместился во времени в 1986 год, где остался и вырос под именем Михаэля Канвальда. |            |                                                                |               |                            |                |
| 6 | 6          | «Так был создан мир» «Sic mundus creatus est»                  | Баран Бо Одар | Янтье Фризе и Ронни Шальк  | 1 декабря 2017 |
| В 2019 году семья Миккеля пытается сохранить нормальные отношения и не ссориться друг с другом. Регина получает результаты маммографии, выявившей у неё рак груди. Ульрих узнаёт, что у его отца Тронте был роман с Клаудией во время исчезновения Мадса. Выяснив, что Регина была последней, кто видел Мадса в 1986 году, Ульрих ссорится с ней, а Регина признаётся, что ненавидит его за издевательства над ней в школе. Она также сообщает, что в изнасиловании Катарины его обвинила Ханна. При посещении морга Ульрих наконец понимает, что найденный в лесу мёртвый мальчик — Мадс, не изменившийся с момента исчезновения 33 года назад. Он опознаёт младшего брата по шраму на подбородке, полученном в детстве в результате падения на стеклянный стол. Йонас не в состоянии рассказать своей матери о прощальном письме Михаэля. Он отправляется в пещеры, взяв с собой заметки отца и оборудование из посылки, присланной Незнакомцем. В пещерах он обнаруживает дверь с фразой на латыни «Sic mundus creatus est» («Так был сотворён мир»). Выбравшись наружу, он видит на автобусной остановке листовки о пропаже Мадса. Рядом останавливается фургон. 14-летняя Ханна и её отец Себастьян предлагают подвезти юношу, ведь на улице после недавней катастрофы на Чернобыльской АЭС идёт кислотный дождь. |            |                                                                |               |                            |                |
| 7 | 7          | «Перекрёстки» «Kreuzwege»                                      | Баран Бо Одар | Янтье Фризе и Марк О. Сэнг | 1 декабря 2017 |
| В 2019 году полиция наконец получает ордер на проведение обыска на атомной электростанции. Шарлотта обнаруживает в пещерах запертую дверь. Тем временем Ульрих находит записи Эгона за 1986 год, которые делают Хельге подозреваемым в деле о пропаже детей, и навещает его в доме престарелых. Напуганный Хельге заявляет полицейскому, что может изменить прошлое и будущее. Ульриха отстраняют от работы, а Катарина сообщает ему, что знает об интрижке с Ханной. Шарлотта обнаруживает, что система пещер проходит под старой хижиной, принадлежащей Хельге. Она получает голосовое сообщение от Ульриха о том, что Хельге похитил детей, но вопрос заключается не в том, как он это сделал, а когда. Ночью Хельге сбегает из пансионата, за ним следует Ульрих, забравший из комнаты старика книгу «Путешествие во времени» Х. Г. Таннхауса. В 1986 году Эгон Тидеман расспрашивает Хельге, который работал охранником на АЭС в ночь исчезновения Мадса. Незнакомец предупреждает Йонаса, что возвращение Миккеля домой приведёт к тому, что Йонас никогда не родится. Катарина безуспешно пытается убедить Эгона, что Ульрих не насиловал её. Хельге убирает тело Ясина из бункера рядом со своей хижиной, а Ной наводит в помещении порядок. |            |                                                                |               |                            |                |
| 8 | 8          | «Что посеешь, то и пожнёшь» «Was man sät, das wird man ernten» | Баран Бо Одар | Мартин Бэнке и Янтье Фризе | 1 декабря 2017 |
| В 1953 году на стройплощадке будущей атомной электростанции в Виндене найдены неопознанные тела Эрика и Ясина. Начальник полиции Даниэль Канвальд и офицер Эгон Тидеман недоумевают по поводу странной одежды мальчиков. Ульрих, переместившийся из 2019 года, встречает Агнес Нильсен и её сына Тронте, которые собираются снять комнату в доме Тидемана, и знакомится с часовщиком по имени Х. Г. Таннхаус, который отрицает, что является автором книги, найденной в пансионате у Хельге в 2019 году. От юных Инес и Яны Ульрих узнаёт о двух телах, обнаруженных на стройке. Он встречает 9-летнего Хельге и понимает, что если убить его, то он спасёт жизни других детей. Ульрих избивает Хельге и оставляет его умирать в бункере. Таннхаус находит смартфон Ульриха. В 1986 году Незнакомец встречается с пожилым Таннхаусом, который делится своей теорией путешествия во времени через червоточины. Незнакомец утверждает, что такая червоточина, позволяющая людям перемещаться на 33 года в прошлое или в будущее, существует в Виндене. Он просит Таннхауса исправить сломанный аппарат, чтобы он мог уничтожить червоточину, но получает отказ. Таннхаус достаёт более новую версию устройства и тщательно изучает оба прибора. |            |                                                                |               |                            |                |
| 9 | 9          | «Всё происходит сейчас» «Alles ist jetzt»                      | Баран Бо Одар | Янтье Фризе и Марк О. Сэнг | 1 декабря 2017 |
| В 1986 году с Ульриха снимают обвинения в изнасиловании и отпускают на свободу. Ханна тайно обнаруживает, что прибывший в Винден молодой человек, назвавшийся Александром Кёлером, скрывает свою настоящую личность. Клаудия в пещерах находит живой и невредимой свою собаку Гретхен, которая исчезла в 1953 году, и начинает читать книгу Таннхауса. Когда Бернд признаёт, что спрятанные бочки содержат ядерные отходы, Клаудия нанимает Александра, чтобы тот заварил проход к ним. В споре с Хельге Ной заявляет о своей миссии по освобождению человечества, уподобляя себя библейскому Ною. Становится известно, что похищенные мальчики умерли при попытках Ноя создать машину времени. В 2019 году Ханна использует свои знания о прошлом Александра, чтобы шантажировать его и заставить разрушить жизнь Ульриха. Регина обнаруживает в комнате отеля исследования Незнакомца. К Бартошу приходит пожилая Клаудия, которую он со слов матери считал мёртвой. Позже Бартош встречается с Ноем и соглашается присоединиться к нему. Ханна лжёт Катарине о том, что Ульрих хотел уйти из семьи, а Йонас разрывает отношения с Мартой. В 1953 году становится известно об исчезновении Хельге, а Ной предлагает пастырскую поддержку его матери Грете. Ульрих арестован и сознаётся в убийстве Хельге. Клаудия образца 2019 года входит в магазин Таннхауса с чертежами для машины времени и просит построить её. |            |                                                                |               |                            |                |
| 10 | 10         | «Альфа и Омега» «Alpha und Omega»                              | Баран Бо Одар | Янтье Фризе и Ронни Шальк  | 1 декабря 2017 |
| В ночь исчезновения Миккеля Петер в одиночку посещает бункер Хельге, когда внезапно из ниоткуда появляется тело Мадса. Он звонит отцу мальчика Тронте и просит приехать. Появляется Клаудия, которая велит им перенести труп туда, где его смогут найти. В 1986 году Ной и Хельге похищают Йонаса, который переместился во времени, чтобы вернуть Миккеля в 2019 год. Пожилой Хельге также возвращается в 1986 год, но погибает в автомобильной аварии при попытке прикончить свою молодую версию. Йонас просыпается в бункере и разговаривает с Незнакомцем, который оказывается взрослым Йонасом. Незнакомец хочет уничтожить червоточину в пещерах с помощью машины времени, созданной Таннхаусом с использованием смартфона Ульриха. В 2019 году Шарлотта находит газетную статью за 1953 год о похищении Хельге, в том числе фотографию Ульриха, главного подозреваемого по этому делу. Ной объясняет Бартошу, что взрослый Йонас хочет уничтожить червоточину, но на самом деле он инициирует её создание. По словам Ноя, за контроль над временем сражаются две силы: свет и мрак. Ной и Бартош принадлежат свету, однако бабушка Бартоша Клаудия — их главный противник — принадлежит тьме. В 1953 году 9-летний Хельге сидит в бункере, когда открывается временной портал, соединяющий его с Йонасом в 1986 году. Когда они прикасаются друг к другу, Хельге переносится в 1986 год, а Йонас — в пост-апокалиптический Винден образца 2052 года. После выхода из бункера Йонаса ловит отряд вооружённых людей. Девушка со шрамом на лице говорит: «Добро пожаловать в будущее» и бьёт его прикладом. |            |                                                                |               |                            |                |

### Сезон 2 (2019)
| № общий | № в сезоне | Название                                         | Режиссёр      | Автор сценария              | Дата премьеры |
| --- | ---------- | ------------------------------------------------ | ------------- | --------------------------- | ------------- |
| 11 | 1          | «Начало и конец» «Anfänge und Enden»             | Баран Бо Одар | Янтье Фризе и Дафни Ферраро | 21 июня 2019  |
| В 1921 году в Виндене двое мужчин строят проход в пещеру, которая впоследствии будет использоваться в качестве портала. Один из них, молодой Ной, убивает другого киркой по обвинению в том, что он «потерял веру в Адама». Молодого Ноя наставляет его старшая версия, член группы путешественников во времени «Sic Mundus», возглавляемой Адамом, загадочным персонажем с изуродованным лицом. Адам приказывает старшему Ною найти недостающие страницы дневника Клаудии об апокалипсисе, который произойдёт 27 июня 2020 года. 21 июня 2020 года, за шесть дней до апокалипсиса, в Винден прибывает следователь Клаузен, чтобы помочь Шарлотте и полиции в расследовании исчезновения шестерых человек в 2019 году, в том числе Хельге, Йонаса и Ульриха. Катарина ищет ответы в пещере. Марта расстаётся с Бартошем, который теперь работает на Ноя. Взрослый Йонас из будущего раскрывает свою личность своей матери Ханне. Александру с помощью Торбена Вёллера удаётся пригнать на станцию грузовик с радиоактивными отходами. В 2053 году молодой Йонас, очутившийся в пост-апокалиптическом Виндене, узнаёт о конце света в 2020 году и планирует предотвратить его. Однако он находится под строгим контролем взрослой Элизабет, которая пережила апокалипсис и теперь возглавляет группу выживших. Она под угрозой смерти запрещает кому-либо посещать территорию атомной электростанции, теперь известную как Мёртвая зона. Игнорируя запрет Элизабет, Йонас входит в Мёртвую зону и находит внутри ядерного реактора аморфную чёрно-синюю сферу. |            |                                                  |               |                             |               |
| 12 | 2          | «Тёмная материя» «Dunkle Materie»                | Баран Бо Одар | Янтье Фризе и Ронни Шальк   | 21 июня 2019  |
| В 1987 году Миккель привыкает к новой жизни в качестве Михаэля, приёмного сына Инес. Старая Клаудия навещает младшую версию самой себя, чтобы рассказать ей о путешествии во времени и даёт координаты машины времени, закопанной на заднем дворе её дома. Эгон на пенсии страдает от прогрессирующего рака и сомневается в своей правоте по поводу ареста в 1953 году мужчины, подозреваемом в убийстве двоих детей и похищении Хельге Допплера. Он общается с Хельге и отправляется в местную психиатрическую клинику, чтобы навестить старого Ульриха, который провёл 34 года в заточении после того, как его обвинили в совершении этих преступлений. Ульрих насмехается над наивностью Эгона. В 2020 году, за пять дней до апокалипсиса, Клаузен и Шарлотта общаются с Региной, которая лечится от рака. Она рассказывает про Незнакомца, который жил в отеле во время исчезновений людей, и оставил в номере свои вещи, в том числе страницы из книги Таннхауса. Это свидетельство заставляет Шарлотту, которую воспитал Таннхаус, задуматься о своих родителях. Взрослый Йонас рассказывает Ханне о путешествиях во времени и отправляется вместе с ней в 1987 год, где в доме Инес они видят Миккеля, будущего мужа Ханны и отца Йонаса. В 2053 году из записей Клаудии Йонас узнаёт о «Частице Бога», сфере в реакторе, которую можно использовать в качестве портала для путешествий во времени. Он крадёт топливо для портала, но его ловит взрослая Элизабет, которая организует для него публичную казнь через повешение, но затем решает пощадить его и сажает в тюрьму. Девушка из будущего, переводчик Элизабет, освобождает Йонаса. Они идут в Мёртвую зону, где Йонасу удаётся стабилизировать Частицу Бога. Йонас направляется внутрь сферы, оставляя девушку. |            |                                                  |               |                             |               |
| 13 | 3          | «Призраки» «Gespenster»                          | Баран Бо Одар | Янтье Фризе и Марк О. Сэнг  | 21 июня 2019  |
| В 1954 году домой возвращается изуродованный Хельге, пропавший без вести семь месяцев назад. Мальчик отказывается разговаривать с кем-либо, кроме Ноя, с которым он провёл последние месяцы в 1987 году во время создания машины времени. Дорис изменяет своему мужу Эгону с Агнес. Пожилая Клаудия встречается с Агнес, бывшей участницей «Sic Mundus». Агнес навещает в церкви Ноя, своего старшего брата, с которым у неё плохие отношения. Агнес сообщает ему местонахождение вырванных страниц, утверждая, что хочет вернуться в «Sic Mundus». Клаудия приходит к своему молодому отцу Эгону и извиняется перед ним за всё произошедшее. Ной убивает Клаудию в лесу, забирает у неё недостающие страницы, но сильно встревожен прочитанным. Эгон безуспешно пытается общаться с Хельге и навещает Ульриха в тюрьме. В 1987 году Эгон посещает старого Ульриха в психиатрической клинике. Ульрих спустя 34 года наконец называет Эгону своё имя, и Эгон вспоминает о мальчике, который в 1986 году пришёл в его полицейский участок в поисках своего отца Ульриха. После беседы с Инес Эгон берёт у неё фотографию Миккеля и показывает Ульриху, после чего тот в ярости нападает на Эгона и пытается его задушить. Клаудия посещает Хельге, а затем использует машину времени, чтобы отправиться в 2020 год. Она плачет, увидев свою умирающую дочь Регину. |            |                                                  |               |                             |               |
| 14 | 4          | «Путешественники» «Die Reisenden»                | Баран Бо Одар | Янтье Фризе и Мартин Бэнке  | 21 июня 2019  |
| Раненый Йонас оказывается в Виндене в 1921 году, где за ним ухаживают местные жители. Он сталкивается с юным Ноем и его младшей сестрой Агнес. Йонас возвращается в пещеры и пытается вернуться в 2020 год, но обнаруживает, что портал ещё не создан. Ной отводит Йонаса в церковь, где он встречает старшего Ноя, и знакомится с Адамом, который оказывается Йонасом в старости. В 2020 году взрослый Йонас и Ханна встречаются с Шарлоттой и Петером в бункере и обсуждают путешествия во времени, о которых они также рассказывают скептически настроенной Катарине. Клаудия из 1987 года находится в 2020 году; в публичной библиотеке она обнаруживает газетную заметку о смерти своего отца Эгона, а затем возвращается обратно в 1987 год. Клаузен допрашивает Александра Тидемана, который сообщает, что до женитьбы на Регине носил фамилию Кёлер. Марта, Магнус, Франциска и Элизабет посещают пещеру, где находят Бартоша, несущего машину времени. Они забирают устройство и оставляют Бартоша связанным в пещере. В 2053 году Девушка из будущего в Мёртвой зоне сталкивается со взрослой Элизабет, которая наводит на неё ружьё. В ходе перепалки Элизабет признаёт, что она знает о существовании Частицы Бога, но считает, что на самом деле она от Дьявола. |            |                                                  |               |                             |               |
| 15 | 5          | «Потерянное и найденное» «Vom Suchen und Finden» | Баран Бо Одар | Янтье Фризе и Ронни Шальк   | 21 июня 2019  |
| В 1921 году Йонас встревожен тем, каким человеком ему предстоит стать в старости. Адам рассказывает Йонасу о том, что «Sic Mundus» объявил войну времени и богу, и создаёт новый мир, где не будет этих двух понятий. Он также рассказывает о «лазейке» во временной петле, с помощью которой можно изменить прошлое, и демонстрирует ему Частицу Бога, которая может перенести его в любое время и нарушить 33-летний цикл. Йонас решает отправиться за день до того, как его отец Михаэль повесится, и убедить его не совершать самоубийство. В 1987 году Клаудия приглашает Эгона переехать к ней в надежде предотвратить смерть отца. Ульрих устраивает побег из психиатрической больницы, чтобы встретиться с Миккелем в доме Инес. После разговора Миккель понимает, что седой старик на самом деле его отец. Ульрих и Миккель бегут в пещеру, но там их поджидает полиция. Инес забирает Миккеля, а Ульрих возвращается в палату. В 2020 году Катарина пытается рассказать Магнусу и Марте о том, что она узнала об Ульрихе и Миккеле, но дети не хотят разговаривать с матерью. Катарина расспрашивает Ханну о путешествиях во времени. Взрослый Йонас оставляет на кровати Марты кулон. В бункере Йонас рассказывает Шарлотте о Ное, который убил Мадса, Эрика и Ясина. Она признаётся, что Таннхаус не её родной дед и что она никогда не знала имена своих родителей. Йонас демонстрирует ей машину времени, построенную Таннхаусом по заказу Клаудии. Магнус, Марта, Франциска и Элизабет возвращаются в пещеры, где Бартош объясняет, как работает машина времени, и перемещается вместе с ними в 1987 году. Ной приходит к Шарлотте в мастерскую Таннхауса и заявляет, что она его дочь. |            |                                                  |               |                             |               |
| 16 | 6          | «Бесконечный цикл» «Ein unendlicher Kreis»       | Баран Бо Одар | Янтье Фризе и Мартин Бэнке  | 21 июня 2019  |
| Йонас отправляется в 20 июня 2019 года, чтобы предотвратить самоубийство отца. Йонас-2019 отдыхает на пляже с Мартой, Бартошем и Магнусом; Михаэль сталкивается в своём доме с Миккелем; Шарлотта и Петер ссорятся из-за интрижки Петера с трансгендерной проституткой; Александр боится, что станет известно о его прошлом. После того, как Йонас-2019 уходит с пляжа, появляется Йонас-2020 и заявляет Марте, что они созданы друг для друга. Йонас-2019 и Ханна прибывают в дом Нильсенов на вечеринку в честь юбилея свадьбы Ульриха и Катарины, и Йонас занимается сексом с Мартой, а Ульрих начинает роман с Ханной. Йонас-2020 пытается убедить отца не убивать себя, но Михаэль утверждает, что и не думал о самоубийстве, и рассказывает, что именно Йонас привёл Миккеля к порталу в пещерах. Прочитав свою предсмертную записку, Михаэль предполагает, что, возможно, настоящая причина, по которой Йонас здесь находится, заключается в том, чтобы указать Михаэлю, что ему следует сделать. Появляется пожилая Клаудия, которая объясняет Йонасу и Михаэлю, что Михаэль должен был в детстве отправиться в прошлое и взрослым умереть в 2019 году, чтобы позволить появиться на свет Йонасу, роль которого в цикле куда больше, чем он считает. В 1921 году два члена «Sic Mundus» — взрослые Магнус и Франциска — встречаются с Адамом. Магнус упрекает Адама в то, что тот не рассказал Йонасу, какой путь он для него избрал и какую роль отводит в происходящем. |            |                                                  |               |                             |               |
| 17 | 7          | «Белый дьявол» «Der weiße Teufel»                | Баран Бо Одар | Янтье Фризе и Марк О. Сэнг  | 21 июня 2019  |
| В 1954 году Эгон узнаёт от патологоанатома, что Клаудия, скончавшаяся от огнестрельного ранения, долгое время подвергалась сильному радиационному облучению. Он считает, что она могла держать в плену Хельге и показывает мальчику её фотографию трупа. Хельге называет женщину Белым Дьяволом, который хочет убить всех людей. Ханна отправляется в 1954 год и навещает Ульриха в психиатрической больнице. Она просит сделать выбор между ней и Катариной; Ульрих обещает бросить Катарину, если Ханна поможет ему выбраться, но она уходит и заявляет Эгону, что заключённый не является её мужем. В 1987 году Клаудия пытается предотвратить смерть своего отца. Эгон задаётся вопросом, почему Ульрих дважды пытался вернуться в пещеры, но Клаудия настаивает, что там ничего нет. Эгон догадывается, что дочь знает о путешествиях во времени, и что к этому причастна она сама и атомная станция. Эгон собирается позвонить в участок и предложить полиции обыскать пещеры. Клаудия пытается отобрать у отца трубку, и во время драки он падает, ударившись головой. Умирающий Эгон говорит дочери, что она — Белый Дьявол. Клаудия дома оплакивает смерть отца, когда к ней приходит Йонас, открыв дверь ключом, полученным от старой Клаудии. Он говорит ей, что они ещё могут всё изменить. В 2020 году Марта встречает взрослого Йонаса и узнаёт от Катарины, что он является её племянником. Клаузен арестовывает Александра по подозрению в краже личности и рассказывает, что в 1986 году бесследно исчез его брат, которого звали Александр Кёлер. Клаузен показывает анонимную записку, в которой утверждается, что в Виндене он найдёт ответы по поводу его пропавшего брата. Александр хранит молчание. |            |                                                  |               |                             |               |
| 18 | 8          | «Конец и начало» «Enden und Anfänge»             | Баран Бо Одар | Янтье Фризе и Дафни Ферраро | 21 июня 2019  |
| Бартош передаёт прощальное письмо старой Клаудии Регине: их совместную фотографию, снятую в 1986 году. Молодой Йонас и Клаудия пробираются сквозь пещеру с машиной времени и Йонас объясняет Клаудии, что она сама из будущего объяснила ему, как спасти мир, в то время как Адам хочет его уничтожить. Вёллер рассказывает Шарлотте, что он помог Александру захоронить радиоактивные отходы на станции, и она осознаёт, что Клаузен может спровоцировать апокалипсис, если войдёт в закрытую зону. Ной говорит Адаму, что он нашёл последние страницы, и пытается его убить, но Адам показывает фотографию Элизабет, которая станет женой Ноя и, следовательно, матерью Шарлотты. Магнус, Франциска и Агнес обезоруживают Ноя, а затем Агнес убивает его из пистолета. Молодой Йонас и Клаудия включают машину времени в пещере, соединяя тем самым прошлое и будущее. Молодой Ной из 1921-го перемещается в 2020 год, он приходит к взрослому Йонасу в его дом и передаёт ему письмо от Марты. С помощью машины времени взрослый Йонас перемещается в неизвестное время, забирая с собой Бартоша, Магнуса и Франциску. Молодой Ной приходит в бункер, где встречает Элизабет, Петера, Клаудию и Регину. Встреча молодого Йонаса и Марты прерывается появлением Адама, который признаёт, что хочет уничтожить мир, а затем стреляет в Марту и смертельно ранит её, чтобы это событие повлияло на Йонаса, вынудив его в будущем превратиться в Адама. На электростанции Клаузен приказывает вскрыть бочки с радиоактивными отходами, в которых обнаруживаются камни, загрязнённые тёмной материей. В 2053 году Элизабет включает установку, одновременно то же самое делают Магнус и Франциска в 1921-м. В результате тёмная материя на электростанции в 2020 году активируется и начинает формироваться в воздухе. В тот момент, когда Катарина входит в пещеру и открывает дверь в проход, тёмная материя создаёт портал, соединяющий Элизабет из 2053-го с Шарлоттой из 2020-го. С наступлением апокалипсиса к молодому Йонасу приходит другая версия Марты, которая запускает альтернативную машину времени и заявляет, что она не из другого времени, а из другого мира. |            |                                                  |               |                             |               |

### Сезон 3 (2020)
| № общий | № в сезоне | Название                           | Режиссёр      | Автор сценария             | Дата премьеры |
| --- | ---------- | ---------------------------------- | ------------- | -------------------------- | ------------- |
| 19 | 1          | «Дежавю» «Deja-vu»                 | Баран Бо Одар | Янтье Фризе                | 27 июня 2020  |
| В 1987 году Неизвестный — путешественник во времени, существующий одновременно в трёх ипостасях (ребёнок, взрослый и старик) — сжигает церковь «Sic Mundus», а позже убивает Бернда Допплера в его доме и забирает ключи от АЭС. В разгар апокалипсиса 2020 года Йонас и «другая» Марта путешествуют в параллельный мир, в котором Йонас не родился. В ноябре 2019 года в этом альтернативном измерении Ханна беременна и замужем за Ульрихом; у Ульриха роман с Шарлоттой; Катарина и Ульрих развелись; Франциска глухая вместо Элизабет; Петер — пастор, а не психолог; Марта встречается с братом Эрика Обендорфа Килианом, а не с Бартошем; Регина уже умерла. Марта снова исчезает, не успев предоставить Йонасу больше информации. Вскоре Йонас знакомится со старой Мартой, которая рассказывает, что хоть он и не существует в этом альтернативном мире, этот мир будет снова и снова распадаться на части. Марта из альтернативного измерения перемещается в 21 сентября 1888 года и встречает взрослого Йонаса, который на протяжении месяцев пытается построить устройство для активации Частицы Бога. Она заявляет, что поможет Йонасу найти источник того, что положило начало всему в обоих их мирах. |            |                                    |               |                            |               |
| 20 | 2          | «Выжившие» «Die Überlebenden»      | Баран Бо Одар | Янтье Фризе и Марк O. Зенг | 27 июня 2020  |
| В 1888 году Франциска, Магнус, Бартош и взрослый Йонас на машиностроительном заводе Таннхауса узнают от Марты из альтернативного измерения о существовании второго мира. Бартош рассказывает Марте, как они оказались в 1888 году. Старый Густав Таннхаус, дед Х. Г. Таннхауса, обещает Йонасу, что он сможет создать рай. Бартош показывает Марте тайную ложу, где Хенрих Таннхаус (отец Густава) пытался построить машину времени, чтобы предотвратить смерть своей жены; этот дом в конце концов становится штаб-квартирой «Sic Mundus». Марта сообщает Бартошу, что Йонас — это будущий Адам. В 1986 году взрослая Катарина навещает Ульриха в психиатрическом отделении, обещая вытащить его на свободу. Брак Тронте с Яной трещит по швам из-за смерти Мадса и романа Тронте с Клаудией. Тронте навещает Регину, которую считает своей дочерью, и решает прекратить расследование исчезновения Клаудии ради сохранения брака. Тем временем Неизвестный заявляется на электростанцию и убивает Ясмин, секретаршу Клаудии. В сентябре 2020 года, спустя три месяца после конца света, Клаудия ухаживает за больной Региной и пытается найти способ спасти всех тех, кто погиб при апокалипсисе. Пока Клаудия отсутствует, к Регине приходит старый Тронте, который душит её подушкой. Петер и Элизабет разыскивают Шарлотту и Франциску и узнают, что Винден по периметру будет окружён стеной. Они сталкиваются с Ноем-подростком, который ночует в пещерах; он заявляет, что защитит Элизабет после смерти Петера. В альтернативном мире 2019 года старая Марта показывает Йонасу полное семейное древо жителей Виндена. Она говорит, что два мира обречены на одну и ту же судьбу, и что в её мире апокалипсис произойдёт всего через три дня. |            |                                    |               |                            |               |
| 21 | 3          | «Адам и Ева» «Adam und Eva»        | Баран Бо Одар | Янтье Фризе                | 27 июня 2020  |
| В 1888 году Неизвестный убивает Густава Таннхауса. Бартош затевает драку с Йонасом из-за того, что тот не рассказал группе о том, что является Адамом. Марта убеждает Йонаса, что ей можно доверять, отдав ему капсулу, позволяющую активировать Частицу Бога. Йонас пытается активировать Частицу, но электричество отключается. Марта использует отвлекающий манёвр, чтобы отправиться в 2053 год, где она, как выясняется, выполняет приказы Адама. В альтернативном мире 2019 года старая Марта рассказывает Йонасу, что она — «Ева», аналог Адама в этом мире, и её отношения с Йонасом связывает оба измерения неразрывным «узлом». Ева утверждает, что она хочет спасти оба мира, а Адам намерен их уничтожить, и если Йонас хочет, чтобы Марта жила, он должен заставить Марту из мира Евы в конце концов стать самой Евой. Выясняется, что Неизвестный работает на Еву: он доставляет ей ключи от системы контроля мощности АЭС. В мире Евы Ульрих обращается к коллегам-полицейским с сообщением о том, что Килиан, Бартош, Франциска, Магнус и Марта нашли тело мальчика в одежде 1980-х годов с удостоверением на имя Мадса Нильсена. Шарлотта спускается в бункер и находит кулон Хельге. Ханна узнаёт о романе Ульриха и шантажирует Александра, заставляя его разрушить жизнь Шарлотты. Хельге признаётся полиции, что убил Мадса Нильсена. Йонас объясняет Марте из мира 2019 года своё появление в альтернативном Виндене и проводит её через червоточину в пещере. Они выходят на поверхность и видят пустыню. К ним приближается взрослая Марта, которая сообщает, что они находятся в будущем. |            |                                    |               |                            |               |
| 22 | 4          | «Исток» «Der Ursprung»             | Баран Бо Одар | Янтье Фризе                | 27 июня 2020  |
| В 1954 году у пещер юный Тронте сталкивается с взрослым Неизвестным, который говорит ему, что давным-давно знал его мать и утверждает, что дал ему имя (намекая, что именно он является отцом Тронте). Затем Неизвестный даёт Тронте браслет в форме уробороса, который раньше принадлежал его матери. У Эгона роман со взрослой Ханной (которая выдаёт себя за Катарину); он дарит ей кулон с изображением Святого Христофора. Инес, Клаудия и Яна в лесу обсуждают Тронте и его мать. Дорис отдаёт Эгону улику, которая может помочь найти Агнес Нильсен. В церкви Дорис знакомится с Неизвестным, который говорит ей, что у Эгона другая женщина. Взрослая Ханна обнаруживает, что она беременна, и сообщает об этом Эгону, который интересуется, является ли он отцом ребёнка. Ханна собирается сделать аборт, и Эгон даёт ей деньги на операцию. Тронте отдаёт Яне браслет, полученный от Неизвестного. Трое Неизвестных с помощью угроз заставляют мэра Виндена подписать разрешение на строительство АЭС. Эгон пытается помириться с Дорис, но она решает развестись с ним. В ожидании аборта у фрау Обендорф Ханна знакомится с Хеленой Альберс (будущей матерью Катарины). После разговора с девушкой Ханна передумывает избавляться от ребёнка и оставляет Хелене кулон со Святым Христофором, который подарил ей Эгон. В 2053 году на разрушенной атомной станции Агнес и Адам наблюдают за Частицей Бога. Агнес прощается с Девушкой из будущего. Агнес говорит Адаму, что знает истинное происхождение бесконечного круга, и вскоре после этого входит в Частицу Бога. В альтернативном измерении 2052 года Йонас и Марта встречаются в бункере со взрослой Евой, которая говорит им, что они могут предотвратить апокалипсис, если не допустят открытие зарытых под АЭС бочек, однако оба мира спасти нельзя, и что Йонас должен выбрать Еву вместо своей Марты. Ной из альтернативного мира появляется в бункере и заявляет, что нет ни начала, ни конца, а только бесконечный цикл. Марта и Йонас занимаются сексом. В 2053 году Адам сообщает Марте, что её будущий сын от Йонаса — Исток, мост между мирами, с которого начнётся узел и на этом же закончится. |            |                                    |               |                            |               |
| 23 | 5          | «Жизнь и смерть» «Leben und Tod»   | Баран Бо Одар | Янтье Фризе                | 27 июня 2020  |
| В альтернативном мире Йонас ведёт Марту на атомную станцию, но после того, как она, зацепившись за сетку, получает такую же царапину, как на лице Евы, он понимает, что Ева солгала ему, и в этой временной петле всё повторяется снова и снова. Они с Мартой идут на встречу с Евой, которая появляется вместе со своей взрослой и подростковой версией. Она заявляет Йонасу, что он выполнил то, ради чего был послан в этот мир, после чего Ева-подросток стреляет и убивает Йонаса. В 2020 году Петер продолжает разыскивать свою старшую дочь и жену. Элизабет безуспешно пытается убедить отца, что они мертвы, и отказывается продолжать поиски. Вернувшись в трейлер, она сталкивается с мародёром, который связывает её и пытается изнасиловать. Петер возвращается и пытается защитить дочь, но злоумышленник убивает Петера ударом ножа в шею. Элизабет до смерти забивает нападавшего огнетушителем. Она укрывается в пещере, где её находит Ной. Тем временем Клаудия сталкивается со своей молодой версией из другого мира. Альтернативная Клаудия рассказывает о двух группировках, которые борются за путешествия во времени, свет и тень, и предлагает ей принять сторону света, то есть сторону Евы. Она предупреждает, что Йонас хочет стереть с лица земли оба мира и тем самым уничтожить узел. В 1987 году Катарина пытается освободить Ульриха из психиатрической клиники и для этого планирует похитить ключ-карту у своей матери Хелены, которая работает там медсестрой. Она преследует Хелену в лесу, но происходит драка, которая заканчивается тем, что Хелена насмерть забивает Катарину и топит её тело в озере. Она случайно роняет на берегу кулон со Святым Христофором (где его позже, в 2019 году, найдут Йонас и Марта). В 2053 году Адам убеждает Шарлотту выполнить для него задание. Она и Элизабет прощаются с Франциской, а затем входят в Частицу Бога. Между тем часовщик Х. Г. Таннхаус рассказывает юной Шарлотте, что в ночь гибели его сына, невестки и внучки в автокатастрофе две женщины в причудливой одежде пришли в его мастерскую и отдали ему свёрток, внутри которого находилась Шарлотта. Он утверждает, что не знает, кто её настоящие родители. Расстроенная Шарлотта знакомится на автобусной остановке с молодым Петером, который впервые приехал в Винден к своему отцу Хельге. |            |                                    |               |                            |               |
| 24 | 6          | «Свет и тень» «Licht und Schatten» | Баран Бо Одар | Янтье Фризе и Марк O. Зенг | 27 июня 2020  |
| В 2020 году Клаудия отправляется на заброшенную АЭС и находит там Частицу Бога в неактивном состоянии. Там же она встречает Йонаса, который каким-то образом оказывается жив. Она убеждает его помочь ей активировать Частицу Бога. В мире Евы в 2052 году Ева объясняет своей молодой версии, что смерть Марты в мире Адама является точкой соприкосновения двух реальностей: в одной Йонаса спасает от апокалипсиса альтернативная Марта и приводит в мир Евы, где он позже погибает, в другой всего этого не происходит, и Йонас остаётся жить в своём мире, в конечном итоге став Адамом. Ева говорит, что эти разные последовательности событий существуют одновременно в квантовой запутанности. Марта перемещается в день апокалипсиса в альтернативном измерении и безуспешно обращается за помощью к Магнусу. Затем она приходит к Бартошу и рассказывает, что апокалипсис случится из-за открытия бочек на АЭС. Александр игнорирует попытки Ханны шантажировать его и просит Шарлотту приехать на атомную станцию, чтобы попытаться очистить своё имя перед полицией. Поскольку до Александра невозможно дозвониться, Марта и Бартош отправляются на электростанцию, но их перехватывают взрослые Магнус и Франциска из мира Йонаса, которые объясняют, что Ева солгала ей о том, что хочет предотвратить апокалипсис; на самом деле это она виновна в том, что он произошёл. Они отправляют Марту на миссию по спасению Йонаса от апокалипсиса в его мире. Ева поручает членам «Erit Lux» спасти Бартоша, Элизабет и Ханну. В общество «Erit Lux» («Да будет свет») входят: Бартош, Ной (взрослый и подросток), Эгон (старый) и Марта (взрослая). Бартоша спасает взрослая версия себя, Ной (взрослый) спасает Элизабет и запирает её в бункере со своей молодой версией, Эгон (старый) спасает Ханну и перемещает её в прошлое. Тем временем Неизвестный отправляется в 1986 год в оба мира, чтобы организовать утечку радиоактивного цезия на электростанции, что должно привести к формированию червоточины в пещере и апокалипсису. В 2019 году Александр и Шарлотта открывают бочку с радиоактивными отходами на АЭС, ненароком высвободив тёмную материю и спровоцировав апокалипсис в мире Евы. В 2053 году Адам держит Марту в заключении. Он пытается уничтожить Исток, активируя Частицу Бога во время апокалипсиса в обоих мирах и направляя суммарную энергию апокалипсиса на беременную Марту, чтобы уничтожить её и её сына.                            |            |                                    |               |                            |               |
| 25 | 7          | «Межвременье» «Zwischen der Zeit»  | Баран Бо Одар | Янтье Фризе                | 27 июня 2020  |
| В эпизоде прослеживается последовательность различных событий с 1888 по 2054 год, когда завершается цикл. Эпизод начинается с объяснения Х. Г. Таннхаусом парадокса кота Шрёдингера, а также с двух разветвлённых последовательностей событий — в одной из них Марта из альтернативного мира спасает Йонаса от апокалипсиса, а в другой её на полпути останавливает Бартош. В последнем случае Бартош переносит Марту в альтернативное измерение, чтобы встретиться с Евой, которая оставляет Марте шрам на щеке, чтобы напомнить об их связи, и заявляет, что встав на её сторону, Марта выберет жизнь. В 1890 году Йонас ссорится с Бартошом и тот постепенно теряет веру в него. В лесу Бартош встречает Девушку из будущего, она представляется ему как Силья, Адам прислал её из 2053 года. Они вместе заводят двух детей — в 1904 году рождается Ханно (Ной), а в 1910 Агнес, рождение которой приводит к смерти Сильи. В 1911 году Ханна приезжает со своей юной дочерью Сильей к Бартошу и Йонасу, который начал превращаться в Адама. Йонас говорит Ханне, что им с дочерью тут не место, после чего убивает её и принимает Силью в ряды «Sic Mundus». В 2021 году Йонас от отчаяния пытается совершить самоубийство, но его останавливает молодой Ной. Молодой Ной доказывает Йонасу, что он не может покончить с собой, и напоминает ему о своём обязательстве помочь Ною и Клаудии восстановить Частицу Бога. Эти попытки продолжаются до 2040 года, когда Элизабет рожает Шарлотту. Взрослые Элизабет и Шарлотта из 2053 года перемещаются в 2040 год и похищают у Элизабет новорождённую Шарлотту. Ной подозревает, что ответственность за это лежит на Клаудии и начинает поиск недостающих страниц в блокноте Клаудии, переместившись для этого в 1920 год, где Адам вербует его в «Sic Mundus». Между тем Клаудия убивает свою альтернативную версию и путешествует между обоими мирами и между несколькими временными линиями. Она отправляет взрослого Йонаса в Винден в 2019 году, запустив цикл событий, показанный в первом сезоне. В 2053 году попытка Адама ликвидировать Исток, к его изумлению, не приводит к уничтожению самого Адама. К нему приходит пожилая Клаудия и рассказывает то, что ей известно об истинной природе взаимосвязи между мирами. |            |                                    |               |                            |               |
| 26 | 8          | «Рай» «Das Paradies»               | Баран Бо Одар | Янтье Фризе                | 27 июня 2020  |
| В 2053 году Клаудия объясняет Адаму, как он и Ева связаны неразрывным узлом трикветра, который имеет происхождение вне их миров, и что эти двое бесконечно повторяют цикл (который включает в себя попытки Адама положить ему конец). Клаудия направляет Адама предотвратить происхождение в третий, изначальный мир, где Х. Г. Таннхаус создал машину времени, чтобы предотвратить смерть семьи своего сына, которая непреднамеренно расколола его мир на два связанных мира Адама и Евы. В мире Евы в 2052 году Ева знакомит подростка Марту со своим сыном, человеком без имени, и заставляет её застрелить Йонаса, как это было раньше, утверждая, что это необходимо для спасения их сына. Адам возвращается к Йонасу в день апокалипсиса и забирает его в мир Евы, о котором Йонас в тот момент даже не подозревал. Адам убеждает Йонаса не допустить возникновения нового истока с другой Мартой, так как именно их взаимоотношения связывают два мира вместе. Затем Адам навещает Еву и, к её ошеломлению, отказывается убивать её. Ева понимает, что цикл, наконец, разорван, и они с Адамом обнимаются. Йонас и Марта перемещаются в исходный мир через проход в пещере и успешно предотвращают смерть сына Таннхауса Марека, его жены Сони и их дочери Шарлотты, таким образом устраняя боль, которая заставила Таннхауса создать машину времени. С предотвращением возникновения истока Йонас, Марта и большинство других персонажей перестают существовать вместе с обоими мирами. Единственные главные герои, которые остаются в исходном мире, — это те, кто родился не из-за путешествий во времени: Катарина, Петер, Регина, Ханна, Бернадетт и Торбен Вёллеры. Показано, что Клаудия и Бернд являются родителями Регины. Петер состоит в отношениях с Бернадетт; Регина и Катарина счастливы и одиноки, так как Ульрих никогда не существовал в исходном мире, а Регина никогда не встречалась с Александром/Борисом; а Ханна ждёт ребёнка от Торбена Вёллера. Все шестеро наслаждаются ужином в доме Регины (который был домом семьи Канвальд в мире Адама и домом семьи Нильсен в мире Евы). Во время грозы Ханна замечает жёлтый плащ (похожий на тот, что носили Йонас и Марта в своих мирах) и испытывает дежавю; её воспоминания имеют сходство с судьбой двух миров, подразумевая, что их события каким-то образом повлияли на исходный мир. Когда её спрашивают, как она назовёт своего ребёнка, Ханна на мгновение задумывается и выбирает имя: Йонас. |            |                                    |               |                            |               |

## Производство
В феврале 2016 года Netflix заказал первый сезон сериала, состоящий из десяти эпизодов. Съёмки начались 18 октября 2016 года в Берлине и земле Бранденбург и завершились в конце марта 2017 года. Для съёмок интерьера пещер была задействована Пещера Единорога, расположенная в горном массиве Гарц в Центральной Германии. В роли церкви, где служит Ной, выступила деревянная часовня на юго-западном кладбище Штансдорфа. Средней школой Виндена стала Reinfelder Schule, расположенная в берлинском округе Шарлоттенбург-Вильмерсдорф. Мост и железнодорожные пути были отсняты в лесу на территории Грюневальда.
Съёмки второго сезона проходили в Берлине с июня по декабрь 2018 года. 24 июня 2019 года начался съёмочный процесс третьего и финального сезона. 15 декабря 2019 года Баран бо Одар сообщил, что съёмки сериала завершены.

## Релиз
Премьера сериала состоялась 1 декабря 2017 на Netflix.
20 декабря 2017 года Netflix официально объявил о продлении сериала на второй сезон. Премьера второго сезона состоялась 21 июня 2019 года. В мае 2019 года сериал был продлён на третий и последний сезон. Все эпизоды третьего сезона стали доступны 27 июня 2020 года.

## Отзывы критиков
Первый сезон получил в основном положительные отзывы критиков; многие сравнили его с сериалами «Твин Пикс» и «Очень странные дела». Особенно были отмечены тон сериала, а также сложность и темп повествования. Многие критики сочли сериал более глубоким и тёмным, нежели «Очень странные дела», и более походящим по тону на «Твин Пикс».
Бо́льшая часть критики касается тяжеловесного повествования, отсутствия положительных персонажей и неоригинальности отдельных аспектов сериала.
На сайте-агрегаторе Rotten Tomatoes рейтинг первого сезона составляет 89 % со средним баллом 7,14 из 10 на основе 44 рецензий. Рейтинг второго сезона достиг 100 % со средней оценкой 7,97 на основе 29 рецензий. Критики назвали второй сезон «зловещим, загадочным и более странным» по сравнению с первым сезоном. Они также отметили, что создателям шоу удалось разрушить некоторые стереотипы, касающиеся концепции путешествий во времени. Рейтинг третьего сезона достиг 96 % со средней оценкой 8,4 на основе 23 рецензий.